# Faustball-Europameisterschaft 1988
Die 7. Faustball-Europameisterschaft der Männer fand am 27. und 28. August 1988 in Zwettl (Österreich) statt. Österreich war zum vierten Mal Ausrichter der Faustball-Europameisterschaft der Männer.

## Platzierungen
| Rang | Land                       |
| ---- | -------------------------- |
| 1.   | Bundesrepublik Deutschland |
| 2.   | Österreich                 |
| 3.   | Schweiz                    |